# Сардес
Сардес (на гръцки: Σαρδές) е село на остров Лемнос в Северна Гърция. Според преброяването от 2001 година има 305 жители. Църквата в селото „Свети Димитър“ е кръстокуполна базилика, построена в 1852 година. Жителите на Сардес се занимават предимно със земеделие и пчеларство.

## Личности
Родени в Сардес
- Стефан Даниилидис (1865-1948), гръцки духовник